# بيت الفضيلي (مكيراس)

تعديل مصدري - تعديل

بيت الفضيلي هي إحدى قرى عزلة مكيراس بمديرية مكيراس التابعة لمحافظة البيضاء، بلغ تعداد سكانها 22 نسمة حسب تعداد اليمن لعام 2004.